# Домниця (село)
До́мниця — село Куяльницької сільської громади в Подільському районі Одеської області, Україна. Населення становить 292 осіб. Відстань до районного центру становить понад 31 км і проходить автошляхом місцевого значення та Т 1622.
У селі діє пункт пропуску через молдавсько-український кордон Домниця — Ковбасна.

## Історія
Під час організованого радянською владою Голодомору 1932—1933 років померло щонайменше 18 жителів села.
12 червня 2020 року, відповідно до Розпорядження Кабінету Міністрів України від № 724-р «Про визначення адміністративних центрів та затвердження територій територіальних громад Одеської області», увійшло до складу Куяльницької сільської територіальної громади.
19 липня 2020 року, в результаті адміністративно-територіальної реформи і ліквідації Подільського району (1923-2020), село увійшло до складу новоутвореного Подільського району Одеської області.

## Населення
Згідно з переписом УРСР 1989 року чисельність наявного населення села становила 345 осіб, з яких 154 чоловіки та 191 жінка.
За переписом населення України 2001 року в селі мешкало 290 осіб.

### Мова
Розподіл населення за рідною мовою за даними перепису 2001 року:
| Мова       | Відсоток |
| ---------- | -------- |
| українська | 76,37 %  |
| молдовська | 16,10 %  |
| російська  | 5,82 %   |
| болгарська | 1,03 %   |
| інші       | 0,68 %   |